# Le Masque de fer (film, 1954)

Le Masque de fer (Titre original : Il prigioniero del re) est un film italien réalisé par Richard Pottier et Giorgio Venturini (sous le pseudonyme de Giorgio Rivalta), sorti en Italie en 1954 et en France l'année suivante
Ce film est librement inspiré de la légende de l'Homme au masque de fer, ainsi que du roman d'Alexandre Dumas Le Vicomte de Bragelonne.

## Synopsis
Henri (Pierre Cressoy), frère jumeau de Louis XIV, dont la naissance a été tenue secrète, est enfermé dans une forteresse, le visage dissimulé par un masque de fer. Sa compagne d’enfance Élisabeth (Andrée Debar) et des amis parviennent à le faire délivrer. Henri rejoint le Roi dans les Flandres qui lui parle comme un frère. Henri renonce à ses droits et consent à s’exiler emmenant avec lui sa tendre Élisabeth.

## Fiche technique
- Titre français : Le Masque de fer
- Titre original : Il prigioniero del re
- Réalisation : Richard Pottier et Giorgio Venturini
- Scénario : Dominique Vincent, Jacques Viot, d'après l'œuvre d'Alexandre Dumas
- Production : Giorgio Venturini
- Images : Arturo Gallea
- Opérateur : Antonio Gasperini
- Musique : Ezio Carabella
- Montage : Loris Bellero
- Costumes  et décors : Giancarlo Bartolini Salimbeni
- Genre : Aventure, histoire
- Durée : 88 min
- Pellicule : Ferraniacolor
- Année de production : 1954
- Distribution Italie : Venturini Film
- Distribution France : Comptoir Français du Film
- Dates de sortie : 
  - Italie : 29 juillet 1954
  - France : 20 avril 1955

## Distribution
- Pierre Cressoy : Henri / Louis XIV
- Andrée Debar : Elisabeth
- Armando Francioli : Roland
- Xenia Valderi : Rosa
- Luigi Tosi : Carcan
- Marcello Giorda :
- Nerio Bernardi : Saint-Maur
- Olga Solbelli : Anne d'Autriche

## Commentaires
Adaptation méconnue du Masque de fer qui ne fait pas intervenir le personnage de d’Artagnan ni ceux de ses compagnons ex mousquetaires. Ce film a la particularité d’avoir été tourné en deux versions : la version italienne, réalisée par Giorgio Venturini et la version française, réalisée par Richard Pottier.